# Bradisismo
Il bradisismo (dal greco βραδύς bradýs, "lento" e σεισμός seismós, "scossa") è un fenomeno legato al vulcanismo consistente in un periodico abbassamento (bradisismo positivo) o innalzamento (bradisismo negativo) del livello del suolo, relativamente lento sulla scala dei tempi umani (normalmente è nell'ordine di 1 cm per anno) ma molto veloce rispetto ai tempi geologici. Non è direttamente percepibile, ma riconoscibile visivamente lungo la riva del mare, mostrando la progressiva emersione o sommersione di edifici, coste, territori.

## Cause del fenomeno
Le cause del fenomeno non sono del tutto chiare, e le spiegazioni che vengono date non sono univoche.
Una vecchia teoria parlava di onde magmatiche che al loro passaggio porterebbero prima ad un innalzamento e poi ad un abbassamento della crosta terrestre nei punti dove questa risultasse più sottile. 
Più recentemente si è sostenuto che tale fenomeno fosse dovuto a variazioni di volume di una camera magmatica vicina alla superficie, la quale si riempirebbe e si svuoterebbe; ma questa teoria oggi viene fortemente messa in discussione per il fatto stesso che, mentre si può immaginare che una risalita di magma porti ad un sollevamento della crosta, è invece impensabile ipotizzare una ridiscesa del magma: una risalita di magma o si solidifica, o porta ad un'eruzione vulcanica.
La teoria più recente attualmente riconosciuta ravvisa invece nelle variazioni di riscaldamento delle falde freatiche interposte alla crosta superficiale la causa del fenomeno, là dove aumenti o diminuzioni della temperatura causerebbero una maggiore o una minore pressione del vapore acqueo imprigionato nel sottosuolo con conseguenti deformazioni della crosta superficiale.

## Il bradisismo nel mondo
A Rabaul nel 2010, prima di un'importante eruzione, la caldera aveva riportato un sollevamento di circa 4 cm nei 3-4 mesi precedenti.
La caldera della Long Valley nella Sierra Nevada, in California, ha subito un innalzamento della crosta terrestre di circa 80 cm tra il 1979 ed il 2000 in seguito ad attività vulcaniche sotterranee. In questo caso l'innalzamento viene correlato alla fase terminale dell'attività della camera magmatica.

## Altri fenomeni
Sovente si parla in modo improprio di bradisismo, chiamando con questo termine fenomeni che sono del tutto diversi quali:
- l'eustatismo, ovvero l'innalzamento generale del livello del mare, solitamente dovuto al progressivo scioglimento dei ghiacci durante una fase interglaciale, come l'odierna, che porta ad un aumento di volume dell'acqua liquida distribuita sulla superficie terrestre. Nel corso delle ere geologiche innalzamenti del livello del mare sono stati anche attribuiti come cause dell'aumento del volume conseguente innalzamento di dorsali oceaniche in formazione.
- la subsidenza, ovvero l'inabissamento di antichi piani sommersi (p. es. sottomarini) a livelli ancora inferiori; è un fenomeno dovuto semplicemente al riequilibrio isostatico a livello di litosfera (cioè alla pressione esercitata dall'acqua su fondali non del tutto stabili). Nei delta fluviali e altre aree ad elevata sedimentazione è causata invece dalla compattazione dei sedimenti sotto l'azione del loro carico litostatico. A volte anche l'azione umana può avere la sua influenza, ad esempio nel caso di estrazione dal sottosuolo di fluidi come acqua, petrolio o gas, che se non controbilanciati favoriscono l'accentuazione della compattazione naturale durante la diagenesi.